# Otto Strasser
Pour les articles homonymes, voir Strasser.
Ne doit pas être confondu avec Gregor Strasser.
 (mai 2024).
Si vous disposez d'ouvrages ou d'articles de référence ou si vous connaissez des sites web de qualité traitant du thème abordé ici, merci de compléter l'article en donnant les références utiles à sa vérifiabilité et en les liant à la section « Notes et références ».
Otto Johann Maximilian Strasser, né le 10 septembre 1897 à Bad Windsheim et mort le 27 août 1974 à Munich, est un homme politique allemand d'extrême-droite.
Il est considéré comme l'idéologue de l'« aile gauche » du Parti nazi (NSDAP) dans les années 1920. Après avoir quitté le NSDAP en 1930, il fonde le Front noir et devient critique à l’égard du pouvoir d’Adolf Hitler. Après la guerre, il est opposant au régime de l'Allemagne de l'Ouest[pas clair].

## Biographie

### Enfance
Né en 1897 à Windsheim en Bavière de Peter Strasser, fonctionnaire de justice de l’État bavarois, socialiste, et chrétien, Otto Strasser fut initié très tôt à la politique par le biais de soirées consacrées à des discussions à ce sujet.

### Pendant la Première Guerre mondiale
À dix-sept ans, il fut volontaire comme simple soldat en 1914. Il fut blessé deux fois et finit la guerre avec le grade d’officier, lieutenant d'artillerie dans l'armée bavaroise. Il fut proposé à l'ordre de Max Joseph, une distinction qui conférait la noblesse mais que l'armistice l'empêcha de recevoir. Son engagement au front nourrira ses expériences de la guerre et constitua le premier cheminement de sa carrière politique, en particulier à cause de l’ampleur de la défaite.

### Pendant l'entre-deux-guerres
En 1919, alors que son frère Gregor s'engageait dans l'action nationaliste et militait avec Adolf Hitler, Otto Strasser, lui, partit pour Berlin où, étudiant en sciences politiques, il adhéra au Parti social-démocrate (SPD). Collaborateur du Vorwärts, le quotidien du SPD, et fondateur de l'Association universitaire des anciens combattants socialistes, il combattit le putsch réactionnaire de Kapp à la tête d’un groupe paramilitaire, Proletarische Hundertschaften. Il participera à la répression de la révolution communiste à Munich (république des conseils de Bavière) au sein du corps franc du général Ritter von Epp, ce qui manifeste une certaine méfiance du bolchevisme. En avril 1920, il quitta le SPD sur sa gauche et participa aux travaux du Parti social-démocrate indépendant, important parti de gauche[réf. nécessaire]. Dans le cadre de ce parti, selon son biographe Günter Bartsch, il rencontra Zinoviev, avec qui il se lia et qui sut le convaincre de la validité de l'expérience révolutionnaire bolchevique en tant que telle et comme modèle d'action pour l'Allemagne, ainsi que du nécessaire rapprochement de l'Allemagne et de la Russie[réf. nécessaire]. Parallèlement, Strasser passa un doctorat en sciences politiques à l'université de Berlin, tout en étudiant la pensée d'Oswald Spengler et de Moeller van den Bruck, dont il fait sienne l'idée d'un Reich englobant l'Europe centrale. Il fréquente également les cercles jeunes-conservateurs et nationalistes.
Gregor Strasser, de son côté, s'était installé en Allemagne du Nord comme organisateur régional du Parti national-socialiste (NSDAP). Il y avait pris conscience de la difficulté d'y développer un mouvement essentiellement raciste et nationaliste dans les conditions économiques et sociales de cette partie de l'Allemagne et du fait de l'importante implantation dans les masses du SPD et du Parti communiste d'Allemagne (KPD). Pour lui, les 25 points du programme du NSDAP étaient inadaptés, et il demanda à son frère de l'aider dans un travail d'élaboration d'une idéologie nationale-socialiste transformée et rénovée. Otto Strasser accepta avec enthousiasme. Les deux frères se répartirent alors les tâches en fonction de leurs talents : Otto devint l'idéologue et Gregor l'organisateur et le propagandiste.
En septembre 1925, ils convoquèrent un congrès à Hagen, en Westphalie, afin d'acquérir une certaine autonomie vis-à-vis de la direction de Munich. Cela se concrétisa par la création de la Communauté de travail des Gau Nord et Ouest-Allemands du NSDAP, dirigée par les Strasser, le futur chef de la SA Lutze et Goebbels, qui était de loin le plus pro-bolchevique du groupe. Cette équipe se dota d’une revue théorique, les Nationalsozialistische Briefe.
Lors du congrès national du NSDAP de 1926, les Strasser présentèrent un programme social-révolutionnaire alternatif à celui d'Adolf Hitler, qui insistait sur la nationalisation des moyens de production, sur une réduction de la propriété privée et sur une alliance avec l'URSS malgré leur anti-marxisme.
Le 1er mars 1926, les deux frères fondent les éditions Kampf-Verlag, qui deviendront la tribune publique de l'aile gauche du NSDAP.
Hitler, gêné par ces opposants dans sa propre stratégie (notamment : alliance avec l'industrie, prise du pouvoir par voie légale), entreprit alors de disloquer leur bloc dirigeant. Il réussit, à la fin de 1926, à obtenir le ralliement de Joseph Goebbels, puis neutralisa Gregor Strasser en janvier 1928 en le nommant chef de l’organisation du NSDAP pour le Reich. Parallèlement, tous les cadres supérieurs du NSDAP favorables à la « gauche » du parti comme les Gauleiter de Silésie, de Poméranie et de Saxe furent exclus. Otto Strasser se retrouva donc seul avec une poignée de cadres à défendre son programme dans un Gau berlinois de surcroît dirigé par Goebbels.

#### Après le Krach de 1929
La crise économique de 1929 radicalisa les positions. Hitler donna comme axes stratégiques au NSDAP le respect de la légalité institutionnelle et du principe électif, la fin de la propagande « anti-capitaliste », un rapprochement avec les conservateurs et l’Église catholique romaine et une intensification de la lutte anti-marxiste et antisémite. Otto Strasser, lui, affirmait que la fondation du IIIe Reich passait nécessairement par une révolution nationale faite aux côtés des communistes. Hitler tente de racheter aux frères Strasser leur maison d'édition pour 120 000 Marks mais Otto refusa. La rupture était inévitable, et le 4 juillet 1930, Strasser quitta le NSDAP pour fonder la Communauté de combat nationale-socialiste ou NSKD, aussi appelée le Front noir et l'hebdomadaire Die Deutsche Revolution. Il fut rejoint par 6 000 membres du parti nazi (dont les gauleiter de Brandebourg et de Dantzig), de la SA et de la Hitler Jugend. Il publie un manifeste de combat, Les Socialistes, et rejette totalement la politique menée par la direction munichoise, en prônant notamment l'exemple de la lutte de Gandhi en Inde[source insuffisante]. Sa capacité d'action reste cependant très limitée car son frère Gregor est resté dans le parti.
Parallèlement il cherche à se rallier les adhérents et sympathisants du Parti communiste allemand (KPD) et entame des discussions en ce sens. Celles-ci se révèlent totalement contreproductives puisqu'au lieu de se gagner les communistes sensibles aux idées nationalistes, il perd plus de la moitié de ses sympathisants au profit du KPD.
Du fait de la perte de poids de ses publications, Otto Strasser est contraint de fermer sa maison d'édition le 1er octobre 1930. Il cherche alors à publier divers journaux (Der Nationale Sozialist, Die Deutsche Revolution, Die Schwarze Front), mais sans grand succès : malgré le soutien d'autres groupes de droite, leur tirage ne dépassera jamais 10 000 exemplaires.
La SA manifeste de plus en plus son opposition au légalisme et le non-paiement des soldes en mars-avril 1931, entraînant une crise grave dans la SA du nord de l’Allemagne. Leur chef régional, Stennes, son état-major, suivis par 10 000 de ses membres, rompirent avec le NSDAP. En mai, ils fusionnèrent avec les partisans de Strasser au sein de la nouvelle Communauté de combat nationale-socialiste d’Allemagne. Parallèlement à cela, le chef de Corps-francs Hermann Ehrhardt, agissant en secret pour le gouvernement, tente de regrouper de son côté tous les opposants à Hitler ; la tentative échoue du fait de la difficulté à combattre les communistes sur le plan idéologique et les nazis sur le plan militaire de la violence. La communauté se disloqua dès l’automne et connut une importante hémorragie de ses membres, qui rejoignirent directement le Parti communiste d'Allemagne. Strasser reconstitua alors la Communauté de combat révolutionnaire des nationaux-socialistes et lança en parallèle un front : le Front noir. Celui-ci regroupait, outre les strasseriens, des membres du Mouvement paysan, le corps franc « Les Loups Garous », la Ligue Oberland et les cercles de lecteurs de la revue Die Tat. Au niveau international, les strasseriens se lièrent, en France et en Grande-Bretagne, aux « non-conformistes des années 30 » (Ordre nouveau et la revue Plan de Philippe Lamour en France, le mouvement New Britain en Grande-Bretagne), en Espagne à Lesdesma Ramos et à ses JONS. Dans la plupart des autres pays européens, ils prirent contacts avec les mouvements indépendantistes ethniques.

#### Après la prise du pouvoir d'Adolf Hitler
Dès la prise du pouvoir par Hitler, le Front noir fut réprimé. Certains membres furent envoyés dans les camps de concentration nouvellement ouverts[réf. nécessaire] (Harro Schulze-Boysen, jugé à tort proche du Front noir, y fut brièvement détenu avant d'être libéré par une intervention de sa mère auprès de Göring). Il perd sa nationalité allemande sur ordre de Hitler en 1933 et devient apatride. Son frère Gregor fut assassiné lors de la nuit des Longs Couteaux en 1934. Pour sa part, de 1934 à 1938, Otto put maintenir une activité clandestine qui allait de la distribution de tracts et de journaux à la mise en place d’une radio pirate et à une tentative d’assassinat contre Hitler. Ayant émigré dès 1933 en Autriche, puis en Tchécoslovaquie, il fut victime de plusieurs tentatives d’enlèvement et d’assassinat de la part de la Gestapo.
Mais son organisation se défait ; dès 1933, la centrale pragoise où Strasser s'est réfugié est menacée par l'extérieur. De plus elle est le théâtre d'affrontements internes que le commandant de l'organisation, Friedrich Beer-Grunow, attribue principalement à l'attitude très infatuée d'Otto Strasser. Ils se séparent en 1938. Otto Strasser publie avec Kurt Hiller « l'explication de Prague », un manifeste national-révolutionnaire, qui exprime leurs vues sur l'État hitlérien et sur une nouvelle Allemagne. Beer-Grunow est arrêté par la Gestapo et interné dans le camp de concentration de Sachsenhausen (où il meurt en mars 1945). Cela sonne le glas de l'organisation.
En 1939, Otto Strasser est accusé à tort par les nationaux-socialistes d'avoir fomenté de concert avec les services secrets britanniques l'attentat de Georg Elser contre Adolf Hitler. En 1940, à la veille de l'offensive allemande à l’ouest, il fait paraître ses souvenirs de son combat au sein du parti jusqu'à la déclaration de guerre franco-britannique, d'abord en français chez Grasset sous le titre Hitler et moi, puis en allemand.
Il s’enfuit au Portugal, puis aux États-Unis et au Canada en 1943.

### L'exil au Canada
Dans son exil canadien, pendant la Seconde Guerre mondiale, il est assigné à résidence dans la petite ville de Paradise dans la vallée de l'Annapolis, en Nouvelle-Écosse. Vivotant avec peu de moyens, écrivant continuellement et sous surveillance constante, et ne reçoit pas de visiteurs, sinon une femme, qui est apparemment une maîtresse, et quelques personnes non identifiées, recevant parfois des nouvelles d'un autre frère, religieux dans un couvent aux États-Unis. Cette assignation par les autorités canadiennes à la demande des autorités britanniques fut prolongée jusqu’en 1954, malgré une intervention en sa faveur du président du Conseil français Robert Schuman. Durant ses années de guerre, il n'a de cesse, dans des journaux, des livres, des feuilles volantes, d'attaquer la domination du NSDAP sur l'Allemagne, se décrivant de manière de plus en plus mégalomane comme la seule alternative à Hitler, espérant donc réussir à se faire libérer pour pouvoir entreprendre la lutte contre celui-ci.
Il mène une double stratégie. D'un côté il tente d'éclairer l'étranger sur ce qu'il considère comme la véritable personnalité de Hitler, sa pratique de la domination et ses buts politiques (il aide par exemple les services secrets américains à dresser un profil psychologique de Hitler) ; d'un autre côté il tente de faire passer en Allemagne du matériel subversif et de soutenir l'idée d'un socialisme à base nationale (cf. Aufbau des deutschen Sozialismus), reprochant à Adolf Hitler d'avoir trahi l'idéal proprement national-socialiste et d'avoir fomenté des meurtres. Il essaie surtout de se faire passer pour un véritable opposant au régime nazi, malgré ses liens évidents avec les principes de base du NSDAP, et son adhésion sans réserve à des principes comme l'antisémitisme, poussé à son paroxysme par les nazis au pouvoir.
Comme tout nazi, Strasser est inscrit sur la liste noire des Alliés au même titre que Martin Bormann ou Adolf Eichmann. Sa stratégie pour se dédouaner de manière auto-proclamée est donc clairement un échec, tout comme sa tentative de se décrire comme une personnalité politique majeure.

### Dernières années en Allemagne
Si, dès 1948, d’anciens membres du Front noir créèrent en Allemagne la Ligue pour le renouveau de l’Allemagne, ce n'est qu'en 1955 qu'Otto Strasser est autorisé à revenir en Allemagne fédérale, à la suite d'une décision du Tribunal administratif fédéral. Il cherche alors à renouer avec la politique et transforme la Ligue en un parti politique, l'Union sociale allemande, créée le 17 juin 1956, mais sans succès. En 1962, il résume ses activités politiques dans un livre, Le Fascisme, histoire et danger où il critique les conceptions de Mussolini et d'Hitler pour faire ressortir ses propres vues.
Dans cette partie de sa vie et jusqu'à son décès, le 27 août 1974, Strasser insiste sur l’unification de la Nation européenne et sur la construction d’un parti européen, reprenant l'idée lancée par le Front européen de libération de 1948. Il est alors membre fondateur du Mouvement populaire européen (groupement d'extrême droite) qui préfigure Jeune Europe, et un proche de Jean Thiriart, sur lequel il eut une profonde influence.

## Idéologie
Strasser prône le retour à la terre, la dislocation de la société industrielle, le démantèlement des usines et la réduction des populations urbaines, ce qui a fait comparer ses thèses à celles des Khmers rouges ou de la Révolution culturelle chinoise. Strasser propose également la nationalisation des moyens de production. Partisan d’une Europe aux cent drapeaux, il fut l’un des premiers à s’intéresser à la coordination des nationalismes ethniques, dans lesquels il voyait un outil de la réorganisation de l’Europe sur des bases ethnolinguistiques. L’historien Louis Dupeux a écrit que Strasser « n’a rien à voir avec les valeurs de la gauche ».
Le nationalisme est pour lui un outil de la réorganisation de l'Europe sur des bases ethnolinguistiques (son racisme et son antisémitisme partent d'un ethnocentrisme culturel), de manière à renforcer le fait linguistique et endogamique. Les Juifs constituent pour lui un exemple, d'abord parce que le repli sur eux-mêmes et leur endogamie les maintiennent totalement étrangers, ce qui est une bonne chose et qui prouve que l'isolement n'est nuisible ni culturellement ni biologiquement à la communauté. Ce qui importe c'est de les isoler du point de vue politique au même titre que n'importe quel étranger sur le sol allemand. On peut noter que Otto Strasser ne se définit pas comme raciste et qu'il formulera des critiques contre Hitler sur ce sujet : 

« La théorie "raciste" de Hitler est une stupidité. C'est à cause d'elle que j'ai quitté, en 1930, le parti nazi. Nous sommes des nationaux, nous ne sommes pas des racistes. Nous savons que le peuple allemand est issu de la fusion de quatre ou cinq races différentes. Aussi bien n'est-ce pas sous l'angle "racial" que nous envisageons la politique étrangère de l'Allemagne future, mais uniquement sous l'angle de l'opportunité. »

## Œuvres
- 1940 : Hitler et moi.
- 1941 : L'Aigle prussien sur l'Allemagne.
- 1941 : History in My Time.
- 1968 : Le Front noir contre Hitler, avec Victor Alexandrov.
- 1969 : Mein Kampf[10].